# Mahibadhoo
Mahibadhoo is een van de bewoonde eilanden van het Alif Dhaal-atol behorende tot de Maldiven. Mahibadhoo is de hoofdstad van het Alif Dhaal-atol.

## Demografie
Mahibadhoo telt (stand maart 2007) 916 vrouwen en 964 mannen.